# Declaração da Independência dos Estados Unidos
A Declaração de Independência dos Estados Unidos da América foi o documento no qual as chamadas Treze Colônias, localizadas na América do Norte, declararam independência da Grã-Bretanha. O texto, que trazia também as justificativas para o ato, foi ratificado pelo Segundo Congresso Continental em 4 de julho de 1776, na Pennsylvania State House (hoje, Independence Hall), na cidade de Filadélfia.
Um comitê de cinco pessoas foi nomeado pelo Congresso para redigir a declaração. Thomas Jefferson foi o responsável pelo primeiro rascunho do texto. John Adams, Benjamin Franklin, Roger Sherman e Robert R. Livingston, integrantes do grupo, sugeriram modificações.

## Antecedentes
Até o momento da Declaração de Independência, a Grã-Bretanha, a França e a América já estavam em guerra há muito tempo, mas as relações entre a metrópole e a colônia começaram a se deteriorar após o final da Guerra dos Sete Anos, em 1763. 
O conflito mergulhou Governo Britânico em profundas dívidas. Assim, o Parlamento Inglês aprovou uma série de medidas para aumentar a receita vinda de suas colônias. Os britânicos acreditavam que esses atos, como a Lei do Selo, de 1765, e as Tarifas Townshend, de 1767, eram um meio legítimo de os colonos pagarem a sua parte nos custos de recuperação das colônias e do próprio Império Britânico. 

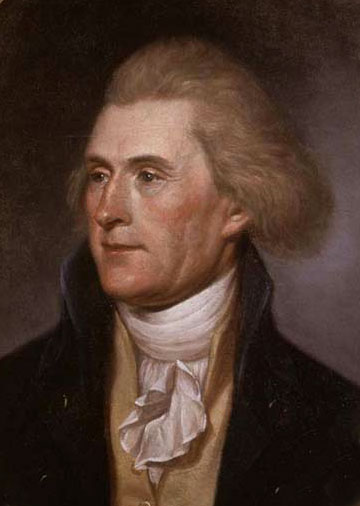
Thomas Jefferson.

Representantes das Treze Colônias concordavam que a metrópole estava abusando de altos impostos para pagar os prejuízos das guerras. Diante disso, tomaram a decisão de tornarem-se independentes da Grã-Bretanha. Para oficializar tal ato, criaram o documento Declaração de Independência dos Estados Unidos da América.
| “ | Acredite, meu caro senhor: não há no império britânico um homem que mais ama cordialmente uma união com a Grã-Bretanha do que eu. Mas, pelo Deus que me fez, eu vou deixar de existir antes de me render a uma conexão em termos tais como o Parlamento britânico propõe, e assim, acredito que estou a expressar os sentimentos da América. | ” |

A seguir, alguns acontecimentos que ajudaram a levar os representantes das Treze Colônias a optarem pela independência:
- Guerra dos Sete Anos — Ingleses e franceses lutaram entre si para conquistar os territórios da América do Norte. No final, a Inglaterra ganhou. Porém, como a guerra provocou um enorme gasto de dinheiro, impostos foram implantados nas colônias;
- Lei do Selo — Todos os documentos oficiais que passassem nas colônias, exceto livros e jornais, deveriam conter selos comprados da metrópole;
- Lei do Açúcar — Aprovada em 5 de abril de 1764 pelo parlamento inglês, substituía a Lei do Melado, de 1733. Tinha como objetivo eliminar o contrabando e proteger os agricultores ingleses radicados nas Antilhas. Taxava o açúcar que entrava nas colônias norte-americanas e que não fosse comprado das Antilhas inglesas. Como era matéria-prima para fabricação do rum e, juntamente com o tabaco, utilizado para comprar escravos na África, a lei desagradou muitos habitantes das colônias inglesas;
- Festa do Chá de Boston — O Governo Inglês, para favorecer a decadente Companhia das Índias Orientais, que estava à beira da falência, concedeu-lhe o monopólio da venda de chá para as colônias norte-americanas. Contrariados, os colonos, disfarçados de índios, jogaram ao mar o carregamento de chá trazidos pela Companhia, cujo preço baixo arruinaria os comerciantes locais.

## Uma frase para a história
Consideramos estas verdades como autoevidentes, que todos os homens são criados iguais, que são dotados pelo Criador de certos direitos inalienáveis, que entre estes são vida, liberdade e busca da felicidade.
A frase acima, um trecho da Declaração, é considerada como "uma das frases mais conhecidas no idioma Inglês", que contém "as palavras mais potentes e consequentes da história americana". A passagem passou a representar um padrão moral que os Estados Unidos devem se esforçar para alcançar. 
Esse ponto de vista foi promovido por Abraham Lincoln, que considerou a Declaração como o alicerce de sua filosofia política. O ex-presidente argumentou que o documento é uma declaração de princípios através dos quais a Constituição dos Estados Unidos deve ser interpretada.